# Shizuku
shizuku（しずく、9月30日 - ）は、日本の女性声優。藤田しずく（ふじた しずく）としても活動している。ダックスプロダクション所属。静岡県出身。shizuku名義では主にアダルトゲームに、藤田しずく名義では一般作品に出演している。

## 人物
子供のころからアニメが好きで、小学校低学年の頃にアニメのキャラクターの声に興味を持ち始め、そこで声優という存在を初めて知る。高学年になった頃から自分も声優になりたいと意識し始め、以来一途に声優になることを志す。
しかし安定しない職業であることを理由に両親から反対されたため、一度看護の道へ進み正看護師の免許を取得すると「これで安心でしょ？」と両親をあらためて説得し声優を目指すことを認めてもらえた。その後上京して専門学校に入って声優としての勉強をし、卒業後に事務所に入所して声優としての一歩を踏み出した。
「shizuku」の由来は、デビューにあたって当初考えていた名前が事情により使用できないことがわかり、急遽考え直す必要に迫られ「エロそうな響きでカワイイヤツ」と咄嗟に思いついたのが「雫」である。しかし漢字一文字で名前とすることに難色を示されたため、近くにいた別のスタッフが「ではアルファベットでどうですか！？」と提案し、現在の「shizuku」となった。
2015年4月1日より藤田しずくとしてアズリードカンパニーに所属し、主にアダルト作品には「shizuku」名義で、一般作品には「藤田しずく」名義で出演している。
- 声優としてゲーム等に出演する傍ら、イベントやインターネット番組にも出演者として積極的に参加している。
- 愛称は「しずくん」 。美空なつひと『shizukuとなつひのニコ生放送』を始めるにあたり、仲良くなるための一環として2人で考えた[7]。
- ネイルを趣味としており、新しくするたびにブログやツイッターなどで公開している。

2025年2月1日よりフリーランスとなり、4月1日にダックスプロダクション所属となったことが発表された。

## 出演
※太字はヒロイン・メインキャラクター。

### PCゲーム

#### 2011年
- なでしこドリップ（小桜 ひな）[11]
- えむっ娘シスターズ（夢川 志穂）[12]
- ましろサマー（片瀬 亜季）[13]

#### 2012年
- クー姉!〜クールなのにベタベタに愛してくれるお姉ちゃんにめちゃくちゃ甘えて子作り三昧♪〜（藍原 沙雪）[14]
- ManguSta 恥辱風紀委員会（梁谷 小雛）[15]
- ないしょのないしょ!（水梳 葉月）[16]
- ひるヒメ 〜濃いのたくさんちょうだい〜（カレン）[17]

#### 2013年
- 時計仕掛けのレイライン -残影の夜が明ける時-（久我 満琉）[18]
- 恋の話と（世條 千歳）
- 運命が君の親を選ぶ 君の友人は君が選ぶ（道明寺 えこ）[19]
- 運命予報をお知らせします（橋姫 観月）[20]
- Guardian☆Place〜ドエスな妹と3人の嫁〜（安馬音 音々）[21]
- 逃避行GAME（一羽 ニア）[22]
- ジーザス13th -喪失われた学園-（海老原 珊瑚）[23]
- 逆王道（北花田 栞）[24]
- 俺と彼女がミステリーな件について（柚雪 桃花）[25]
- ギャングスタ・リパブリカ（古雅 ゆとり）[26]
- 魔少女 〜M男絶頂地獄〜（亜夜子）[27]
- 雛といっしょ（その他）[28]

#### 2014年
- 新・白銀のソレイユ-ReANSWER-（師崎 理香）[29]
- 痴漢優遇列車 〜種付け無限ループ 永遠に止まらない学園都市環状線（天瀬 愛美）[30]
- らぶ♥らぶ♥らいふ 〜お嬢様７人とラブラブハーレム生活〜（黒羽 花純）[31]
- りとるドSびっち 〜せんせーのコト、いぢめてア・ゲ・ル〜（レナ）[32]
- 憑依変身エクストラソウルズ（石神 真衣）[33]
- Love Sweets（双見 伊織）[34]
- 恋愛♥はーれむ 〜大好きって言わせて〜（南野 音）[35]
- 夜這いする七人の孕女2（一ノ瀬 果穂）[36]
- ラブリレーション（田町 香里）[37]
- スクランブル・ラバーズ（花上 花）[38]
- にいなちゃん Lovely Life（支倉 ゆりこ）[39]
- もしも用務員のおじさんが催眠を覚えたら… 〜女教師を淫らに堕とす、肉欲の法悦催眠〜（美山 みあ）[40]
- 父娘愛（おやこあい） 〜いけない子作り2〜（谷原 愛海、谷原 夏海）[41]
- ギャングスタ･アルカディア 〜ヒッパルコスの天使〜（古雅 ゆとり）[42]
- 深淵の瞳は恋の色（セツ）[43]
- 新世黙示録-Death March-（鳥海 鈴珠）[44]
- ガチンコ!ビッチクラブ（浜中 つぼみ）[45]
- いっしょにマッサージ♪〜幼馴染にマッサージ〜（保志野 みはる）[46]
- サイミンZ（桐霧 杏）[47]
- 螢火ノ少女（九十九 円）[48]
- 手籠めにされる九人の堕女（一ノ瀬 果穂）[49]
- 神骸魂装姫ヤクモ（マリオン＝O＝ダンジェルマイア）[50]
- プリズム・プリンセス〜ふたりの姫騎士と股間の紋章〜（ティアナ＝リュミエール）[51]
- ハーレムめいと（ボクっ娘タイプ）[52]

#### 2015年
- ラウテスアルタクス -Herrenlose Katze und Teehaus-（桜井 佐奈）[53]
- 時計仕掛けのレイライン -朝霧に散る花-（久我 満琉）[54]
- さくらシンクロニシティ（神代 りせ）[55]
- ヤ・ク・ソ・ク☆ラブハーレム（宮内 アイリス）[56]
- らぶらぶ♥プリンセス 〜お姫がさまいっぱい!もっとエッチなハーレム生活!!〜（月杜・澪・エルラント）[57]
- 恋愛フェイズ（加々美 涼羽）[58]

#### 2016年
- スクールオブファンタジア（倉科 千尋）[59]
- ハプニングLOVE!!（瑠璃）[60]
- タラレバ 〜as in What if stories〜（ティア）[61]
- ボクの××は寮生たちの特権です!（藤堂 来夢）[62]
- 銀色、遥か（桧崎 まりあ）[63]
- ごくかの! 〜タマとらせてもらいます〜（橋口 絢音）[64]

#### 2017年
- 神様のゲーム-監禁された６人の男女-（桐山 心）[65]
- 恋愛教室（佐々門 冥）
- お嬢様と憐れな（こ）執事（桐生寺 茉莉）

#### 2018年
- ももいろクローゼット（御嵩 依子）
- コイカツ!（無口、邪気眼、セクシー、リナロベール）

#### 2020年
- 流星ペンデュラムハート（三ヶ塚 ありさ、銀河刑事クドゥーシャ）

#### 2021年
- コイカツ! サンシャイン（邪気眼、セクシー、無口）

#### 2024年
- さいみん恥療 ～えっちな欲望と洗脳のカルテ～（小野寺 陽菜）
- サマバケ!すくらんぶる 性格追加パック（オタク）

### 同人作品
- PPPH 〜ぱいぱいぽいん。。。えっちぃ〜!〜（天王洲 愛瑠）[66]
- 覚醒少女（アウェイクナー）フェルミナ（フェルミナ（更科陽子））

### ソーシャルゲーム
- ようこそ!恋ヶ崎女学園へ（鶯谷 小梅、他多数）[67]
- ガールズユニオン（ナノ、他多数）[68]
- エンジェリックサーガ
- 万引きGメン 悪い娘にはお仕置きです!
- 大征服！ゆけゆけ悪の秘密結社！[68]
- 天衣創聖ストライクガールズ（セフィーナ・クウォーツ、他多数）[68]
- 絢爛乙女ガールズストライカー（セフィーナ・クウォーツ、他多数）[68]
- 戦乱プリンセスG（石田 三成）
- 戦国の神刃姫（阿国、伊達 政宗）
- 恋して花魁（ミサ）
- あやかしランブル!(オモイカネ)
- 要塞少女 (ユノ、アイビー、アマンダ、アスカ、フレイヤ)
- ガールズ・ブック・メイカー～君が描く物語～(ピギー)
- 宝石姫 JEWEL PRINCESS（アメシスト、シリシャスシスト）

### インターネット番組
- ぱじゃまソフトの魅力を伝えるニコ生　ぱじゃまパーティー☆（2013年12月20日 - 2014年4月25日（全9回））[69]
- ぱじゃまソフト Presents「プリズムプリンセス プリプリパーティー」（2014年7月29日 - 12月23日（全8回））[70]
- ラジオ・スクラバ！（2014年5月30日 - 7月18日（全6回））[71]

### CD
- ギャングスタ・リパブリカ　サウンドトラック
- WHITESOFT　ボーカルコレクション
- ないしょのないしょ！ スペシャルサウンドトラック

### 歌
- Naisho de Funk!（『ないしょのないしょ』ED）
  - 歌：shizuku、桃也みなみ
- Orchestral Score（『ギャングスタ・リパブリカ』エンディングテーマ）[72]
  - 歌：shizuku、美空なつひ
- PPPH 〜ぱいぱいぽいん。。。えっちぃ〜!〜宣伝用PV主題歌[73][注 2]
- ないしょのないしょ！（『ないしょのないしょ！ スペシャルサウンドトラック』収録）
- その愛とらせていただきます！（ごくかの！ 主題歌）
  - 歌：モエこえ革命BERG

### ユニット活動

#### shizuなつ
美空なつひとのユニット。名前は二人の名前からとってあわせたもの。主にニコニコ生放送の配信を行っていた。
- shizukuとなつひのニコ生放送（2013年4月8日 - 2014年3月24日（全24回））[74]
- shizuなつとみんなの大忘年会（ライブ＆トークショー＆食事会など：2013年12月30日）

#### shizukuのおもちゃ
shizuku、ひらまつひらり、憂知あやか、対馬なな実の声優4人からなるユニット。主にニコニコ生放送の配信を行っていた。
- shizukuのおもちゃ（2015年1月6日 - 2015年8月18日）[75]
- ドラマCD「はやく魔法使いになりたい」

#### モエこえ革命BERG
青葉りんご・櫻井ありす・御苑生メイ・薬師るり・shizukuからなるユニット。
2016年4月24日「モエこえ革命BERG 〜いきなり!? ワンマンライブ〜」より新規メンバーとして加入した。

## 藤田しずくの主な出演

### テレビアニメ
2015年
- 城下町のダンデライオン（曽和 初姫、野球女子部員、母親、野球部員）

2016年
- 三者三葉（女子A、双葉の母、客D、猫カフェ店員B）
- 雨色ココア in Hawaii（店員）

2017年
- にゃんこデイズ（女子B）

### ソーシャルゲーム（藤田しずく）
- シューティングガール（保手 菖蒲、恋川 ゆら、他多数）[68]
- プリンセスメーカー（アクエリアス）

### 電子書籍
- マジカルドリーマーズ（エル）
- 雨色ココア（柏木 由衣）
- 失恋ショコラティエ

### ドラマCD
- 紫電改のマキ（いいんちょう：チャンピオンRED6月号特別付録）[78]